# 1330
1330. је била проста година.

## Догађаји
- 28. јул — Српски краљ Стефан Дечански потукао у бици код Велбужда војску бугарског цара Михајла Шишмана.
- 9-12. новембар — Битка код Посаде

## Смрти
- 27. јун — Преподобни Нифонт, хришћански светитељ.